# Wetzleben
Das Dorf Wetzleben ist ein Ortsteil der Gemeinde Hedeper im niedersächsischen Landkreis Wolfenbüttel.

## Geographie
Wetzleben liegt am nördlichen Rand des Großen Bruchs und etwa zehn Kilometer südöstlich des Höhenzugs Asse. Die geologische Grenze zum Großen Bruch bildet der Klotzberg südlich des Dorfes. Hinter ihm fällt das Gelände zum Bruch hin um etwa 20 Meter ab. Das Große Bruch bildet dort nicht nur die Landesgrenze zu Sachsen-Anhalt und zum Landkreis Harz. Es war über Jahrhunderte hinweg auch eine nur an wenigen Stellen überwindbare natürliche Grenze. Die im Landkreis Harz gelegenen Nachbardörfer Osterode und Veltheim sind nicht direkt von Wetzleben aus zu erreichen.

### Nachbarorte
| Timmern               | Semmenstedt                                 | Uehrde                |
| Hedeper               | Kompassrose, die auf Nachbargemeinden zeigt | Roklum                |
| Osterode am Fallstein |                                             | Veltheim am Fallstein |

## Geschichte
Wetzleben wurde erstmals 994 als "Vuidislevu" erwähnt. Ältestes Gebäude im Dorf ist die Kirche St. Godehardi, benannt nach Bischof Godehard von Hildesheim (960–1038). Er soll die Kirche geweiht haben. Im Kirchturm hängt eine der ältesten Glocken des Braunschweiger Landes, sie stammt aus dem 13. Jahrhundert. Die zweite mittelalterliche Glocke aus dem 14. Jahrhundert hängt heute in einer anderen Kirche. Mit um die 120 Einwohnern gehört Wetzleben zu den kleinsten Dörfern der Region Braunschweig. Am 1. März 1974 wurde die bis dahin selbständige Gemeinde Wetzleben mit der Nachbargemeinde Hedeper zur Gemeinde Hedeper zusammengelegt.

## Wappen
| Wappen von Wetzleben | Blasonierung: „In Gold ein genastes, durchgehendes, rotes Kreuz, bewinkelt von je einem roten Lindenblatt.“ |
| Wappen von Wetzleben | Wappenbegründung: Bedeutendstes Baudenkmal des Ortes ist die alte St. Godehardi Kirche. Auf ihrem Ostgiebel befindet sich ein genastes, also ein vom Steinmetz gekehltes Kreuz. es gilt als so bemerkenswert, dass es in den 1906 erschienenen „Bau- und Kunstdenkmälern des Kreises Wolfenbüttel“ eigens erwähnt und abgebildet wurde. Nun vertritt es die Ortskirche im Wappen und versinnbildlicht zugleich weitere geschichtliche Bezüge. Der erste bedeutende Grundherr im Dorf war das Bistum Hildesheim, das in Wetzleben Einfluss ausübte. Vor der Kirche steht noch heute eine schöne ausladende Linde. Die Lindenblätter erinnern auch an das Lindenast-Wappen des Geschlechts von Sambleben, dessen „Junkerdorf“ Wetzleben von mindestens 1438 bis 1587 war. Die Schildfarben Rot-Gold sind zum einen die stiftshildesheimischen Farben und zum anderen die herzoglich braunschweigischen Stammwappenfarben, denn nachdem das Bistum in der ersten Periode der Ortsgeschichte die Geschicke des Dorfes bestimmt hatte, gehörte Wetzleben jahrhundertelang zum Herzogtum Braunschweig. Das Wappen wurde vom Heraldiker Arnold Rabbow gestaltet und am 24. März 1994 vom Festausschuss zur Tausendjahrfeier einmütig angenommen. |